# Phönix AG für Braunkohlenverwertung
Die Phönix AG für Braunkohlenverwertung war ein deutsches Montanunternehmen im Meuselwitz-Altenburger Braunkohlerevier. Das Unternehmen wurde 1909 als Aktiengesellschaft mit Sitz in Berlin gegründet und betrieb mit den Tagebauen Phönix mehrere Bergwerke und Brikettfabriken. 1940 ging die Gesellschaft in die Reichswerke und 1948 in den VEB Braunkohlenwerk Phönix-Mumsdorf über. Nach 1990 wurde Phönix ein Teil der MIBRAG. Die Stilllegung der Brikettfabrik Phönix erfolgte im Jahr 2000.

## Geschichte
Zwischen 1903 und 1905 ließ der Bankier und Bergwerksbesitzer Julius Treuherz unter der Bezeichnung Grube Phönix Julius Treuherz eine Braunkohlengrube in Mumsdorf erschließen. Firmensitz war Berlin. Im Jahr 1906 erfolgte die Umwandlung in eine OHG. Ab 1908 firmierte das Unternehmen unter Grube Phönix, Braunkohlenbergwerk und Brikettfabrik, Julius Treuherz. Am 26. Juni 1909 folgte die Gründung der Phönix Aktiengesellschaft für Braunkohlenverwertung mit Sitz in Berlin. Das Unternehmen errichtete nördlich von Meuselwitz zwei Brikettfabriken: Heureka in Bünauroda (1900–1910) und Phönix in Mumsdorf (1912–2000). Dazu kamen die Tagebaue Phönix-Mumsdorf (1905–1929), Phönix-Bünauroda (1920–1924), Phönix-Falkenhain (1928–1942) und Phönix-Hemmendorf (1939–1948).
Im Tagebau Phönix-Mumsdorf förderten vor dem Ersten Weltkrieg rund 1500 Bergleute aus dem 7 bis 18 Meter mächtigen Flöz jährlich 1 bis 1,5 Millionen Tonnen Braunkohle. Die Gesellschaft besaß außerdem 99,8 % der Kuxe der sich an das eigene Grubenfeld anschließenden Gewerkschaft Heureka mit Sitz in Prößdorf. Noch vor 1914 begann der jüdische Braunkohlenindustrielle Ignaz Petschek sukzessive Aktienanteile der Gesellschaft zu erwerben. Zu Beginn der 1920er-Jahre zählte die Brikettfabrik in Mumsdorf zu einer der größten im Deutschen Reich. Zu dieser Zeit beschäftigte das Unternehmen rund 2200 Arbeitskräfte und produzierte täglich 2200 Tonnen Brikett. Spätestens ab 1923 besaß Ignaz Petschek die Aktienmehrheit der Phönix AG für Braunkohlenverwertung. Als Vertraute von Petschek saßen im Aufsichtsrat der Gesellschaft unter anderem der Wirtschaftsjurist Josef Abs, der Bankier Eduard Mosler und der Verbandsfunktionär Kurt von Kleefeld.
Im Zuge der Arisierung des Ignaz-Petschek-Konzerns wurde am 28. Dezember 1939 die Auflösung der Gesellschaft beschlossen. Die Mumsdorfer Betriebsanlagen (2 Tagebaue, 1 Brikettfabrik und 1 Kraftwerk) gingen in die Auffanggesellschaft Deutsche Kohlenbergbau-Gesellschaft mbH als Abteilung Mumsdorf ein. Später übernahm die Reichswerke Aktiengesellschaft für Erzbergbau und Eisenhütten Hermann Göring die Gesellschaft unter der Firmierung Braunkohlenwerk Phönix, Mumsdorf. Nach 1945 beschlagnahmte das Land Thüringen auf Veranlassung der SMAD die Gruben sowie Fabriken der Phönix und führte sie unter der Bezeichnung Reichswerke Aktiengesellschaft für Erzbergbau und Eisenhütten Abteilung Braunkohlenwerk Phönix, Landeseigener Betrieb fort.
1948 erfolgte die Gründung des VEB Braunkohlenwerk Phönix-Mumsdorf, der sich 1963 mit dem VEB Braunkohlewerk Zipsendorf zusammenschloss und als VEB Braunkohlewerke Phönix firmierte. Während dieser Zeit wurden die Tagebaue Phönix-Ost (1948–1963) und Phönix-Nord (1962–1968) erschlossen. 1968 folgte die Vereinigung mit den Braunkohlewerken in Regis, Deutzen und Rositz zum VEB Braunkohlenkombinat Regis, der 1980 im neu gegründeten VEB Braunkohlenkombinat Bitterfeld aufging. Nach der deutschen Wiedervereinigung wurde Phönix ein Teil der MIBRAG. Die Stilllegung der Brikettfabrik Phönix erfolgte am 30. Juni 2000.